# Tứ trực công tào
Tứ trực Công tào là bốn vị thần trông coi về thời gian trên thiên đình trong thần thoại Trung Hoa
Tứ trực công tào gồm:
- Trực Niên thần Lý Bính: trông coi về năm
- Trực Nguyệt thần Huỳnh Thừa Ất: trông coi về tháng
- Trực Nhật thần Chu Đăng: trông coi về ngày
- Trực Thời thần Lưu Hồng: trông coi về giờ

Cả 4 vị đều là bộ hạ của hai vị Trị Niên Thái Quân Ân Giao và Giáp Tí Thái Tuế Dương Nhậm, được phong trong hội Phong Thần cuối đời Thương đầu đời Chu.